# Nuno de Mello Bello
Nuno de Mello Bello • GCM • (Lisboa, 14 de maio de 1961), diplomata português, é, desde 2020, embaixador de Portugal na Tunísia e Líbia. Foi embaixador de Portugal em Montevidéu (Uruguai), cônsul-geral de Portugal em Montreal (Canadá) e no Rio de Janeiro (Brasil), tendo ainda exercido funções nas embaixadas de Portugal em Pretória (África do Sul), Cidade da Praia (Cabo Verde) e Roma (Itália), bem como na delegação de Portugal junto da NATO, em Bruxelas (Bélgica). Foi diretor dos serviços da América do Norte e da África Subsariana e representante de Portugal na Organização da Aviação Civil Internacional (OACI).

## Biografia

### Carreira diplomática
- Licenciado em Direito pela Universidade Livre de Lisboa foi aprovado no concurso de admissão aos lugares de adido de embaixada, aberto, pelo  ministério dos negócios estrangeiros, em 11 de setembro de 1986;[1][2][3][4]
- adido de embaixada, na Secretaria de Estado, em 30 de junho de 1987, trabalhando nos Serviços de informação e imprensa até junho de 1988, sendo promovido a secretário de embaixada, em 19 de abril de 1990;[1][2][3][5]

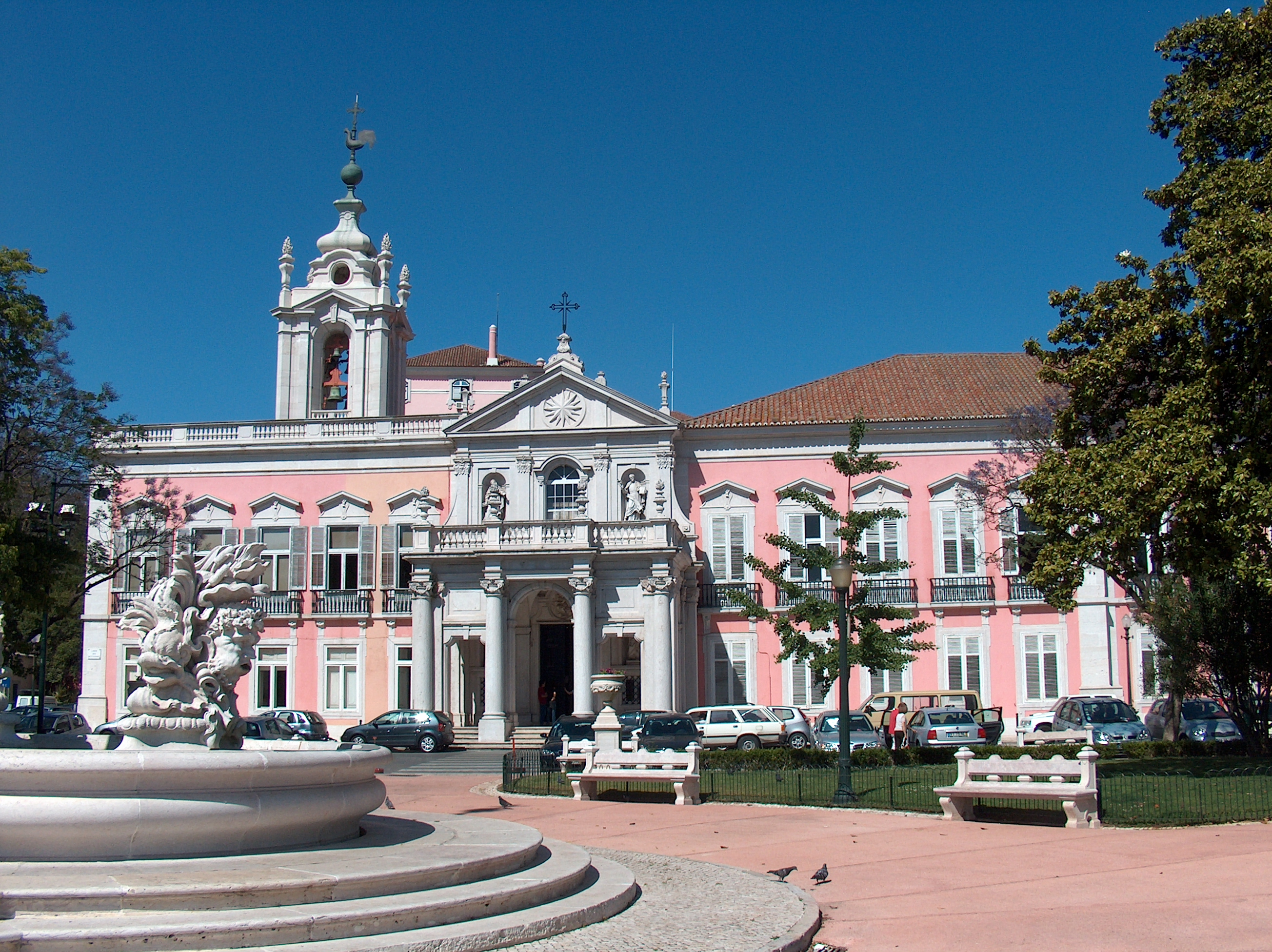
Palácio das Necessidades, em Lisboa, sede do ministério dos negócios estrangeiros de Portugal, onde o diplomata Nuno de Mello Bello desempenhou diversos cargos

- na embaixada de Portugal na Cidade da Praia, (Cabo Verde) em 10 de maio de 1991;[1][2][3]
- no gabinete do Secretário de Estado das Comunidades Portuguesas, do XII Governo Constitucional, de 18 de março de 1993 a janeiro de 1994 e de agosto do mesmo ano a junho de 1996, sendo seu adjunto a partir 30 de outubro de 1995;[1][2][3][5]
- em comissão de serviço na embaixada de Portugal em Pretória (África do Sul), de fevereiro a agosto de 1994;[1] [2][3]
- de 1 de julho de 1996 a julho de 2000, na delegação de Portugal junto da Organização do Tratado do Atlântico Norte (OTAN/NATO) e da União da Europa Ocidental (UEO),  em Bruxelas (Bélgica), sendo promovido a primeiro-secretário de embaixada, em 2 de março de 1998;[1][2][3][5]

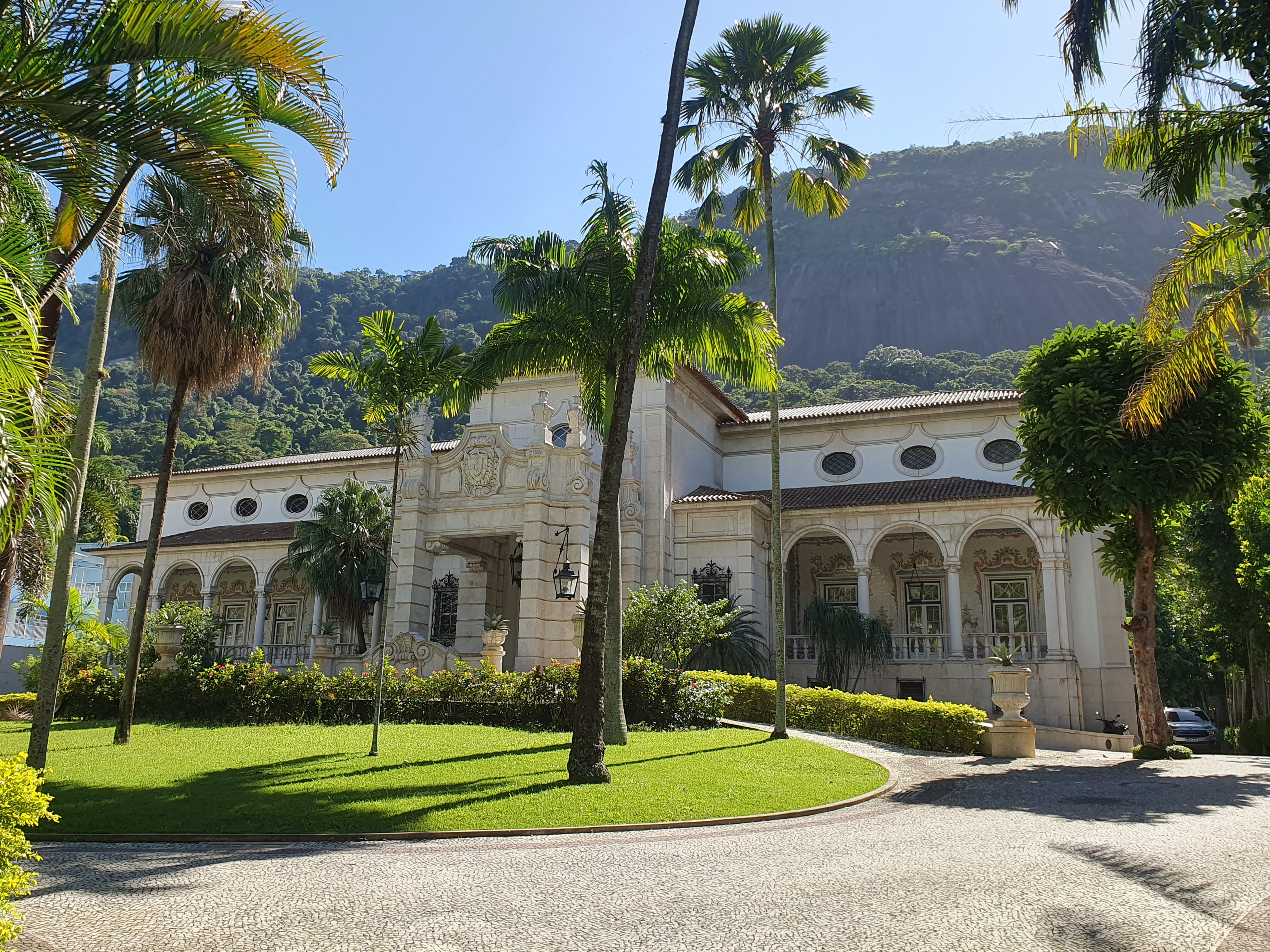
Palácio de São Clemente, residência oficial do Cônsul-geral de Portugal no Rio de Janeiro, onde Nuno de Mello Bello viveu, com a família, entre 2012 e 2016

- de 29 agosto de 2000 a julho de 2004, Cônsul-geral de Portugal em Montreal  (Canadá) e representante de Portugal na Organização da Aviação Civil Internacional (OACI), sendo promovido a conselheiro de embaixada, em 17 de maio de 2002;[1][2][3][5]
- diretor de serviços na direcção de serviços da América do Norte, em 23 de agosto de 2004;[2][3]
- diretor de serviços da África Subsariana, em dezembro de 2006 a fevereiro de 2009;[2][3]
- de fevereiro de 2009 a fevereiro de 2012, na embaixada de Portugal em Roma (Itália); [6][5]

- Cônsul-geral de Portugal no Rio de Janeiro (Brasil), de março de 2012 a agosto de 2016;[7][5][8][9]
- embaixador de Portugal em Montevidéu (Uruguai), de 20 de setembro de 2016 a 30 de outubro de 2020;[10][11][12][13]
- embaixador de Portugal em Tunes (Tunísia), desde 30 de outubro de 2020, acumulando as funções de embaixador de Portugal não residente na Líbia a partir de 6 de abril  de 2021.[14][15][16][17]

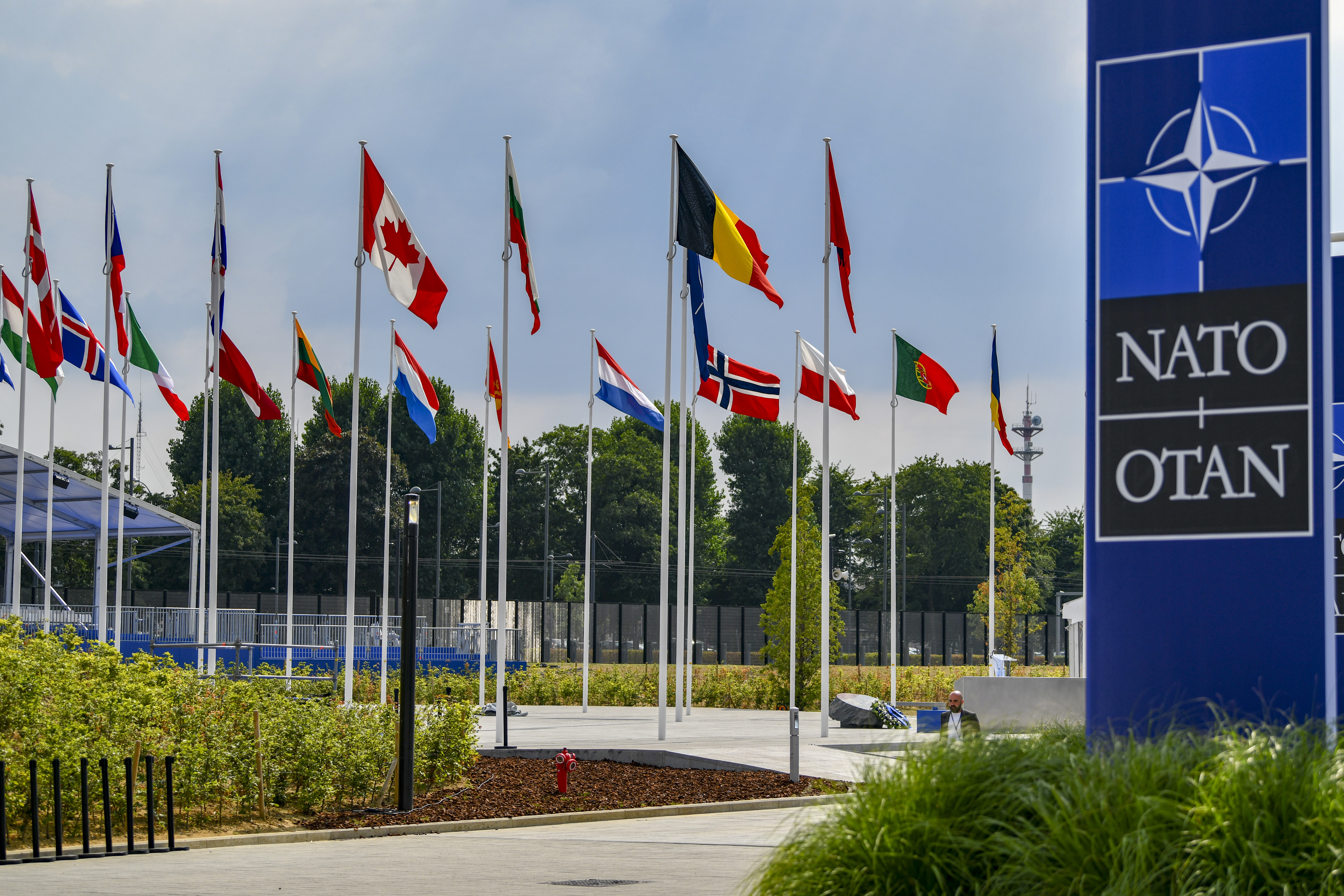
Quartel-general da NATO, em Bruxelas, organização onde Nuno de Mello Bello foi delegado de Portugal e, posteriormente, ponto de contato na Tunísia desta aliança militar intergovernamental

Comprometido com a integração europeia e com os valores do diálogo e da cooperação, enquanto ponto de contacto da NATO (Organização do Tratado do Atlântico Norte) em Tunes, ao longo da sua permanência neste posto, enfatizou o papel estratégico da Tunísia como garante da segurança na região. Relativamente à guerra na Ucrânia considera-a "uma tragédia existencial para a segurança europeia" e tem expressado a sua consternação com a situação em Gaza desde outubro de 2023: "Tornamo-nos testemunhas cada vez mais desconfortáveis de uma situação que deveria envergonhar-nos como seres humanos", apelando a um cessar-fogo, à libertação dos reféns e ao acesso urgente à ajuda humanitária.

Durante o desempenho destas suas funções verificou-se um crescente intercâmbio de estudantes, um aumento do número de vistos concedidos, bem como o aumento das exportações tunisinas para Portugal, a par da promessa de investimentos recíprocos, tendo mantido um permanente diálogo com a Câmara de comércio Tunisino-portuguesa.

Um dos projetos que merece destaque durante o seu mandato foi o do grupo português AG, em parceria com a Magharébia Technologies & Travaux, para modernizar a gestão de águas residuais no norte da Tunísia ao longo de um período de dez anos.

Sempre recordando que Portugal é um parceiro económico fundamental para a Tunísia, ocupando o 5.º lugar em termos de investimento estrangeiro direto e que mais de trinta empresas portuguesas estão estabelecidas na Tunísia, gerando mais de dois mil empregos diretos, destacou ao longo deste seu cargo diplomático, as diversas semelhanças entre a Tunísia e Portugal, particularmente em termos de geografia mediterrânica, tecido industrial, produtos semelhantes (nomeadamente, agrícolas e no setor dos têxteis) e turismo, defendendo a necessidade da sua diversificação apostando no turismo cultural, ecológico e sustentável e enfatizando que «Portugal é o destino da moda».

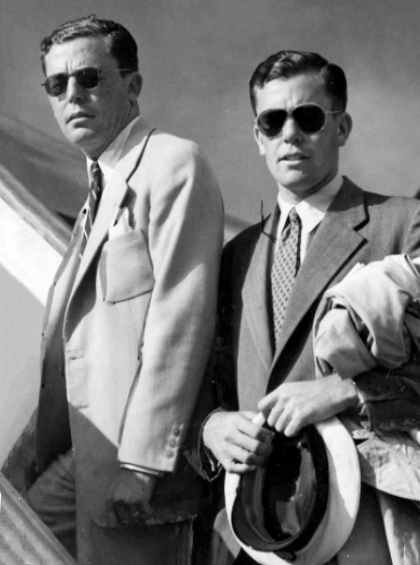
Os velejadores Fernando Bello e Duarte Manuel Bello, pai e tio de Nuno de Mello Bello, na partida para os Jogos Olímpicos de 1948, em Londres

## Vida pessoal
Nasceu em Lisboa, a 14 de maio de 1961, sendo filho de Fernando Pinto Coelho de Almeida Bello e sobrinho de Duarte Manuel Pinto Coelho de Almeida Bello, ambos velejadores e medalhistas olímpicos. É casado com a pedagoga Ana Rita Stromp Morais Mello Bello  de quem tem três filhos: Marta, Tomás, e Maria do Carmo. «É um homem culto que opta por, nas horas livres – e de lazer-, estar com a família, ler, praticar esporte, conviver com amigos e velejar. Na literatura o seu escritor preferido é José Saramago, o seu filme de eleição é "Amadeus", de Miloš Forman e na música destaca a clássica e a das décadas de 1960 e 1970.

## Reconhecimento

### Ordens honoríficas de Portugal
Foi agraciado, pelo presidente da República Portuguesa, por serviços relevantes desempenhados em prol do estado português, com a seguinte condecoração: 
- Grã-cruz da Ordem do Mérito (7 de janeiro de 2017);[22]